# Der kleine Prinz (1966)
Der kleine Prinz ist ein im Auftrag des DFF hergestellter Fernsehfilm der DEFA von Konrad Wolf aus dem Jahr 1966, nach der gleichnamigen märchenhaften Erzählung von Antoine de Saint-Exupéry.

## Handlung
Es handelt sich um die Adaption von Antoine de Saint-Exupérys modernem Märchen, welches 1965 erstmals in der DDR erschienen war. Die Kulissen und auch die Kostüme bleiben dicht an den Illustrationen des Buches. Da weder Inhalt noch Text des Buches für den Film große Änderungen erfuhren, ist die Inhaltsangabe in Der kleine Prinz zutreffend. Die Figuren Säufer vom dritten Stern und Forscher vom sechsten Stern werden im Film nicht berücksichtigt.

## Produktion
Der kleine Prinz wurde im DEFA-Studio für Spielfilme von der Gruppe „Heinrich Greif“ auf ORWO-Color gedreht. Der Text der Ballade, die Manfred Krug einsang, stammt von Paul Wiens. Das Szenenbild schuf Alfred Hirschmeier und die Kostümentwürfe kamen von Dorit Gründel. Die Rose wurde von Monika Lennartz gesprochen.
Die Dreharbeiten fanden vom 9. November 1965 bis zum 9. Januar 1966 statt. Die Kosten stiegen von anfangs 600.000 Mark der Deutschen Notenbank auf über 900.000 MDN. Auf Grund von Differenzen in Zuständigkeitsfragen begannen die Produzenten erst nach der Fertigstellung mit dem Erwerb der Rechte am Werk. Diese bekam man aber von den Erben des Schriftstellers nicht und deshalb wurde Der kleine Prinz nur sehr selten mit einer Ausnahmegenehmigung gezeigt. Die Uraufführung erfolgte am Pfingstsonntag, den 21. Mai 1972, ohne größere Vorankündigung im 2. Programm des DFF. Im Januar 2015 erloschen in Deutschland und den meisten anderen Staaten der Welt die Rechte an dem Buch, soweit sie Antoine de Saint-Exupéry betrafen.

## Kritik
Das Lexikon des internationalen Films schreibt: „Streng stilisierter, in Kulissenlandschaften inszenierter Film, mit dem sich Konrad Wolf auf die Spuren eines existentialistischen Klassikers begibt und zu einer dichten, von ausgezeichneten Darstellern getragenen Annäherung findet. Stilistisch ein Ausnahmewerk im Schaffen des Regisseurs.“ Hermann Schirrmeister von der Tageszeitung des FDGB Tribüne bemerkte: „Den Freunden des besinnlicheren Genres bot die Farbfernsehsendung Der kleine Prinz ein Märchen für Erwachsene an, ein Gleichnis des Lebens, gesehen von dem feinsinnigen französischen Schriftsteller und Piloten Antoine de Saint-Exupéry.“ Weiterhin schrieb er, dass die Hauptrollen eindrucksvoll besetzt seien und mit dem phantasievollen Szenenbild und der Kamera dem Gleichnis ein lyrisches Gepräge gäben. Für Hans-Dieter Tok in der Leipziger Volkszeitung erwies sich der Film als eine kunstvolle Etüde, als ein in vielem gelungenes Experiment Konrad Wolfs, mit dem er seine Ausdrucksmöglichkeiten erweitert, sich auf einem bislang ungewohnten Terrain versucht  und sich behauptet habe.